# 朱利安·呂內爾
朱利安·呂內爾（法語：Julien Lyneel；1990年4月15日—）是一位法國男子排球運動員。他是法國國家男子排球隊的一員，代表法國參加了2015年歐洲排球錦標賽，並獲得冠軍。